# Freshwater Place Residential Tower
La Freshwater Place Residential Tower est un gratte-ciel résidentiel de 205 mètres construit en 2005 à Melbourne en Australie.